# Ранко Шуњић
Ранко Шуњић (Доброселица, 1888— ?) био је поручник, учесник Балканских ратова и Првог светског рата и носилац Карађорђеве звезде са мачевима.
Рођен је 17. августа 1888. године у Доброселици, у породици земљорадника Јеврема и Стане. Основну школу завршио је у родном селу и родном остао до пунолетства. У стални кадар је ступио 1. маја 1911. године, у 3. чету 2. батаљона IV пешадијског пука и већ наредне године положио Батаљонску школу у Пожеги. Као десетар, водник, каплар, поднаредник и наредник у IV, VII и XVII пешадијском пуку и 15. чети граничне трупе, учествовао у ослободилачким ратовима 1912—1918, као и у побунама Арнаута 1913. и 1920. године.
Током ратова у два наврат је тешко рањен, на Брегалници, 1913. године и Кајмакчалану, 1916. године.
После ослобођења земље, као активни пешадијски поручник обављао је дужности у разним војним јединицама и многим деловима државе, највише на Косову и Македонији. У пензију је отишао 19. јула 1940. године, живео је у својој кући у Ђаковици. Територију Косова морао је напустити почетком Другог светског рата.

## Одликовања и споменице
- Сребрни Орден Карађорђеве звезде са мачевима
- Две златне Медаље за храброст Милош Обилић
- Златна Медаља за војне врлине
- Сребрна медаља за ревносну службу
- Орден југословенске круне
- Споменица за рат са Турском 1912
- Споменица за рат са Бугарском 1913
- Споменица за ослобођење и уједињење
- Албанска споменица
- Француска војничка медаља